# مارك فاغنر (مغني)
مارك فاغنر (بالإنجليزية: Mark Wagner)‏ هو مغني وكاتب أغاني أمريكي، ولد في 22 أغسطس 1984 في مرفيل في الولايات المتحدة.

## وصلات خارجية
- الموقع الرسمي